# Tulipa platystemon
Tulipa platystemon är en liljeväxtart som beskrevs av Aleksei Ivanovich Vvedensky. Tulipa platystemon ingår i släktet tulpaner, och familjen liljeväxter. Inga underarter finns listade.